# Sąd Najwyższy (Japonia)

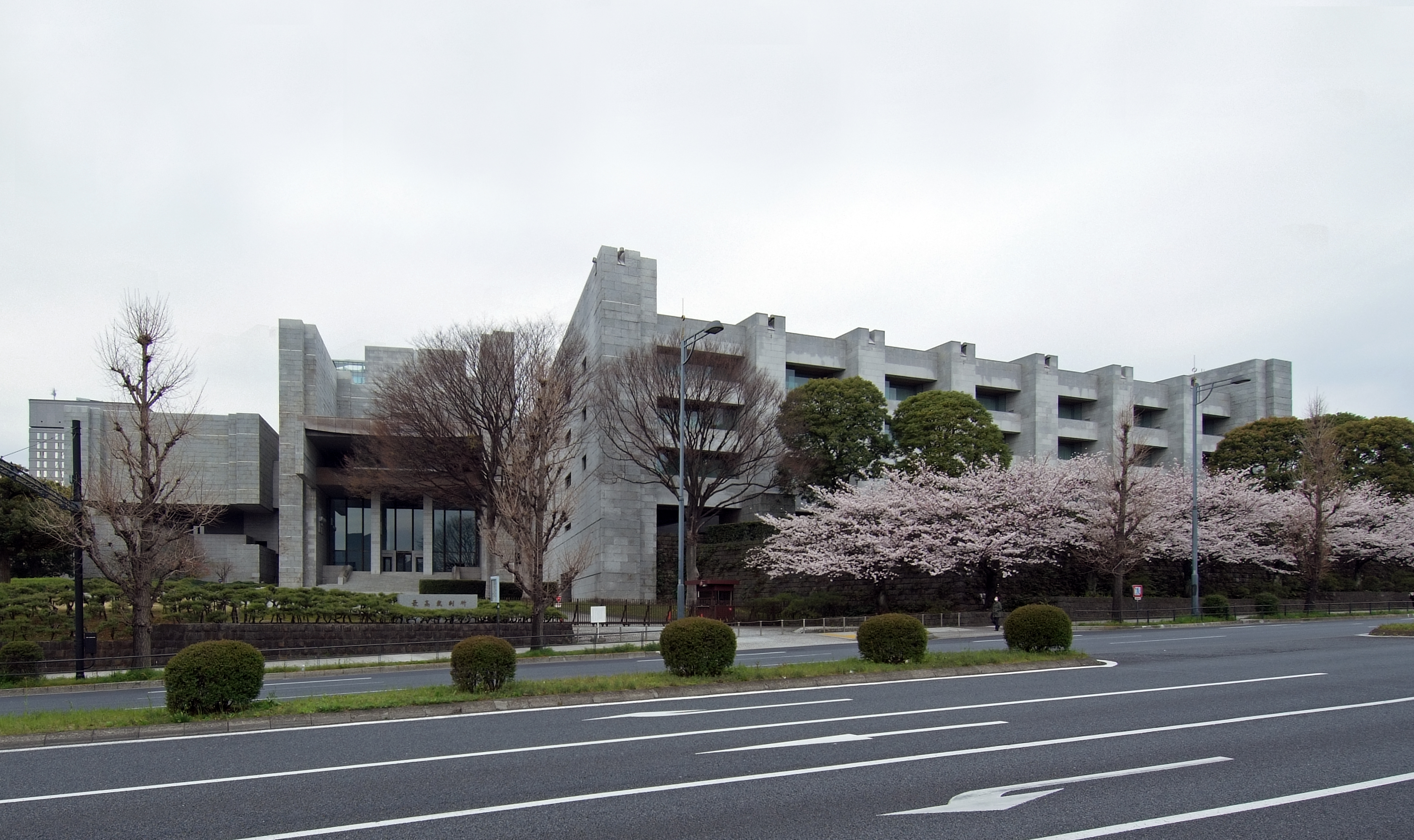
Gmach Sądu Najwyższego

Japoński Sąd Najwyższy (jap. 最高裁判所 Saikō-saibansho) – najwyższy organ władzy sądowniczej w Japonii, z siedzibą w Tokio.

## Historia
Pierwszy Sąd Najwyższy oparty na zachodnich standardach powstał w Japonii w 1875 roku. Został stworzony przez ówczesnego ministra sprawiedliwości. Posiadał 120 sędziów w obu istniejących wówczas departamentach: cywilnym i kryminalnym. Departament kryminalny był sądem pierwszej instancji i rozpatrywał osobno przestępstwa popełniane wobec cesarza oraz przeciwko prawu publicznemu.
Mocą powojennej konstytucji japońskiej, która weszła w życie 3 maja 1947 roku oraz ustawy o sądownictwie powołano nowy Sąd Najwyższy. Pierwsze obrady rozpoczął on kilka dni później. Jego siedziba znajdowała się wówczas przez kilka miesięcy na terenie cesarskiego kompleksu pałacowego w Tokio.
W 1974 roku Sąd Najwyższy przeprowadził się do tokijskiej dzielnicy Chiyoda, gdzie w 5-piętrowym budynku urzęduje do dzisiaj.

## Organizacja sądu
Sąd Najwyższy składa się z przewodniczącego (prezesa) i czternastu sędziów. Przewodniczący jest desygnowany przez rząd i mianowany przez cesarza, pozostali sędziowie są mianowani przez rząd i zatwierdzani przez cesarza.
Sąd Najwyższy jest odpowiedzialny m.in. za nominacje sędziów niższych izb sądowniczych, regulacje procedur sądowniczych oraz utrzymanie dyscypliny w strukturach sądowniczych.
Sąd Najwyższy jest jedynym sądem w Japonii, który ma prawo do kontroli niższych izb sędziowskich, interpretacji konstytucji oraz zgodności ustaw z konstytucją (pełni rolę trybunału konstytucyjnego). Przykładem może być np. decyzja w sprawie legalności działania Japońskich Sił Samoobrony poza granicami kraju (sprzeczność z art. IX Konstytucji).